# 矢田七太郎

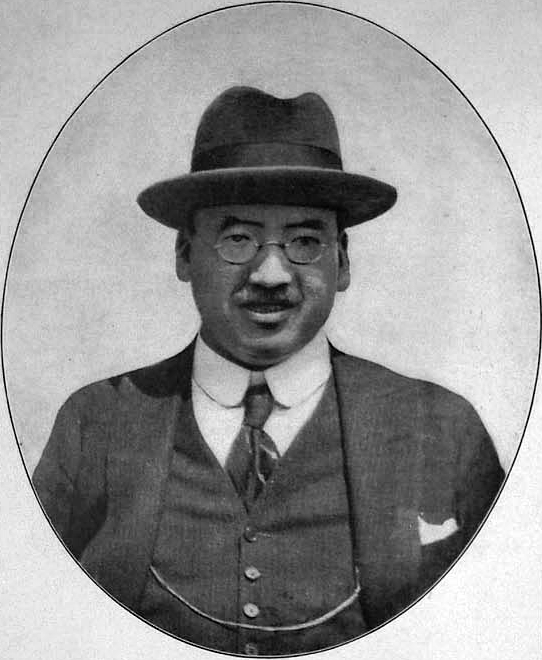
矢田七太郎

矢田 七太郎（やだ しちたろう、1879年〈明治12年〉12月4日 - 1957年〈昭和32年〉3月1日）は、日本の外交官。駐スイス公使。東亜同文書院大学学長。

## 経歴
静岡県出身。1906年（明治39年）、東京帝国大学法科大学政治科を卒業し、外交官及領事官試験に合格した。広州領事官補、漢口領事官補、天津領事官補、清国外交官補、イタリア大使館二等書記官、ロンドン総領事、サンフランシスコ総領事、上海総領事を歴任。1929年（昭和4年）、駐スイス公使に任命された。
退官後は満州国参議府参議を経て、1940年（昭和15年）より東亜同文書院院長・東亜同文書院大学学長を務めた。

## 著書
- 『幕末之偉人 江川坦庵』国光社、1902年12月。 NCID BN13647677。全国書誌番号:40018103 NDLJP:781102。
  - 『幕末之偉人 江川坦庵』（再版）青木嵩山堂、1908年2月。 NCID BN14142891。全国書誌番号:54006456 NDLJP:992349。
- 『都市経営論』博文館〈帝国百科全書 第183編〉、1908年7月。 NCID BN08202911。全国書誌番号:40020972 NDLJP:784719。

## 親族
- 志賀重昂 - 妻の父[1]。地理学者。衆議院議員。
- 宇山厚 - 娘婿。外交官[5]。